# George Mountford
George Fredrick Mountford (Kidderminster 30 de marzo de 1921 -  ibidem 14 de junio de 1973) fue un futbolista inglés. Jugó como extremo derecho.

## Biografía
Jugó en el Kidderminster Harriers FC de su ciudad natal, en 1942 llega al Stoke City en el cual jugó hasta 1950, disputando el título de la English Football League. En 1951, junto a Neil Franklin jugaron en Independiente Santa Fe de Colombia, lo cual causaría indignación en Inglaterra ya que Colombia no estaba afiliada a la FIFA, se destacó en Santa Fe donde fue apodado "la flecha calva".
Regreso a Inglaterra en 1951, donde fue sancionado por el Stoke City y por la Football League, en 1953 paso al Queens Park Rangers y en 1953 al Hereford United, para en 1957 retornar al Hereford Harriers FC y culminar su carrera en el FC Leamington.

## Clubes
| Club                      | País       | Año         | PJ  | Goles |
| ------------------------- | ---------- | ----------- | --- | ----- |
| Kidderminster Harriers FC | Inglaterra | 1937-1942   |     |       |
| Stoke City                | Inglaterra | 1946-1950   | 123 | 25    |
| Independiente Santa Fe    | Colombia   | 1950 - 1951 | 17  | 9     |
| Stoke City                | Inglaterra | 1951-1953   | 25  | 0     |
| Queens Park Rangers FC    | Inglaterra | 1953-1954   | 35  | 2     |
| Hereford United           | Inglaterra | 1953-1957   |     |       |
| Kidderminster Harriers FC | Inglaterra | 1957        |     |       |
| FC Leamington             | Inglaterra | 1958        |     |       |